# Jean Sidobre
Jean Sidobre (Toulouse, 7 augustus 1924 - Le Mesnil-Saint-Denis, 31 maart 1988) was een Frans striptekenaar en illustrator.
Sidobre studeerde aan de kunstacademie in Parijs en werd na de Tweede Wereldoorlog illustrator onder het pseudoniem Sainclair. In 1949 maakte hij zijn eerste strips voor Éva magazine onder de naam Sylvia. Onder zijn eigen naam illustreerde hij meerdere kinderboeken, waaronder de ook in Nederland uitgebrachte serie De Vijf. Vanaf 1978 specialiseerde hij zich in erotische strips en maakte als Georges Lévis onder andere vijf albums rond het biseksuele tweetal Liz en Beth (1987-1994).